# Şehzade Mehmed Burhaneddin (figlio di Abdülmecid I)
Şehzade Mehmed Burhaneddin Efendi (turco ottomano:  شهزادہ محمد برهان الدین; Istanbul, 23 maggio 1849 – Istanbul, 4 novembre 1876) è stato un principe ottomano, figlio del sultano Abdülmecid I e della consorte Nükhetseza Hanim.

## Origini
Şehzade Mehmed Burhaneddin nacque il 23 maggio 1849 a Istanbul, nel Palazzo Beylerbeyi. Suo padre era il sultano ottomano Abdülmecid I e sua madre una delle sue consorti, Nükhetseza Hanim, figlia di un nobile abcaso. Aveva un fratello di sangue maggiore, Şehzade Ahmed, e due sorelle maggiori di sangue, Aliye Sultan e Fatma Nazime Sultan, tutti morti neonati.
Sua madre morì nel 1850, quando lui aveva un anno, e venne adottato da Neverser Hanim, un'altra consorte del padre, che non aveva figli suoi. 
Venne circonciso il 9 aprile 1857 a Palazzo Dolmabahçe, insieme ai suoi fratelli Şehzade Mehmed Reşad (futuro Mehmed V), Şehzade Ahmed Kemaleddin e Şehzade Ahmed Nureddin. 
Da adulto, viveva in una villa a Üsküdar e durante il regno del suo fratellastro Abdülhamid II, con cui era fra i pochi ad avere un buon rapporto, fu tra i pochi a cui fu concesso visitare Murad V, altro loro fratellastro deposto proprio da Abdülhamid dopo appena tre mesi di regno e rinchiuso nel Palazzo di Çırağan.

## Morte
Şehzade Mehmed Burhaneddin morì di tubercolosi a 27 anni, il 4 novembre 1876. Venne sepolto nel mausoleo di suo padre, nella moschea Yavuz Selim.
Suo fratello Abdülhamid II lo onorò dando il suo nome a una delle sue navi e a uno dei suoi figli. Inoltre, accolse sua moglie nella sua famiglia e allevò il figlio di Burhaneddin assieme ai suoi, tanto che il bambino, per molti anni, credette che suo padre fosse proprio il sultano. 

## Famiglia
Şehzade Mehmed Burhaneddin ebbe tre mogli, un figlio e una figlia:
- Mestinaz Hanım (Tbilisi, 20 settembre 1851 - Istanbul, 20 aprile 1909). Era georgiana. Si sposarono il 4 maggio 1872 nel Palazzo Dolmabahçe. Morì a Palazzo Dolmabahçe e venne sepolta nella moschea Yavuz Selim. Da lei, Burhaneddin ebbe un figlio e una figlia:
  - Şehzade Ibrahim Tevfik (Istanbul, 6 novembre 1874 - Nizza, 31 dicembre 1931). Andato in esilio alla caduta del Sultanato nel 1924, ebbe cinque mogli, due figli e cinque figlie.
  - (Fülane) Sultan (1876 - 1890)
- Şadruh Hanım (? - Istanbul, 1930). Si sposarono nel 1873.
- Aşkıdilber Hanım (? - Istanbul, ?).

Tutte e tre rimasero vedove nel 1876. Mestinaz, Şadruh e Aşkıdilber ricevettero una pensione rispettivamente di 10000 kuruş, 2880 kuruş e 4000 kuruş . Nel 1909, la pensione di Şadruh e Aşkıdilber fu aumentata a 10000 kuruş ciascuna.